# Cardanische Formeln
Die Cardanische Formel, Cardanische Lösungsformel oder auch Cardanosche Formel ist eine Formel zur Lösung kubischer Gleichungen (Gleichungen dritten Grades), was gleichbedeutend ist mit der Berechnung der Nullstellen eines kubischen Polynoms. Die Formel wurde erstmals 1545 vom italienischen Mathematiker Gerolamo Cardano in seinem Buch Ars magna veröffentlicht, aber in Spezialfällen bereits zuvor von Nicolo Tartaglia und Scipione del Ferro gefunden, ohne dass eine Veröffentlichung erfolgte.
Die Cardanische Formel gab wichtige Impulse für die weitere Entwicklung der Algebra wie die spätere Einführung von negativen und komplexen Zahlen. Heute besitzt die Cardanische Formel allerdings kaum noch eine praktische Bedeutung, da für eine numerische Bestimmung inzwischen universelle und deutlich schnellere Verfahren entwickelt wurden.

## Cardanische Formel

### Einfachster Fall
Die Cardanische Formel liefert zunächst eine einzelne Lösung von kubischen Gleichungen der Form
{\displaystyle x^{3}+px+q=0}
mit reellen Koeffizienten {\displaystyle p} und {\displaystyle q}. Die Formel für eine Lösung lautet:
{\displaystyle x={\sqrt[{3}]{-{\frac {q}{2}}+{\sqrt {\left({\frac {q}{2}}\right)^{2}+\left({\frac {p}{3}}\right)^{3}}}}}+{\sqrt[{3}]{-{\frac {q}{2}}-{\sqrt {\left({\frac {q}{2}}\right)^{2}+\left({\frac {p}{3}}\right)^{3}}}}}}
Im Fall, dass der Radikand der Quadratwurzel nicht negativ ist, findet man mit der Formel problemlos eine Lösung.
Die Cardanische Formel ähnelt damit der aus der Schulmathematik bekannten p-q-Formel, die zum Auflösen von quadratischen Gleichungen des Typs
{\displaystyle x^{2}+px+q=0}
verwendet wird.

### Allgemein
Allgemein geht man davon aus, dass die Koeffizienten der kubischen Gleichung {\displaystyle p} und {\displaystyle q} in einem Körper {\displaystyle K} liegen. In vielen Anwendungen ist {\displaystyle K=\mathbb {R} } (reelle Zahlen) oder {\displaystyle K=\mathbb {C} } (komplexe Zahlen).
Ist {\displaystyle K} ein Körper der Charakteristik ungleich 2 oder 3, mit {\displaystyle p,q\in K}, so sind die Lösungen der Gleichung
{\displaystyle x^{3}+px+q=0}
gegeben durch
{\displaystyle x_{1}=u+v,\qquad x_{2}=\zeta ^{2}u+\zeta v,\qquad x_{3}=\zeta u+\zeta ^{2}v.}
Dabei ist {\displaystyle \zeta } eine beliebige primitive, dritte Einheitswurzel im algebraischen Abschluss {\displaystyle {\overline {K}}} sowie
{\displaystyle u={\sqrt[{3}]{-{\frac {q}{2}}+{\sqrt {\left({\frac {q}{2}}\right)^{2}+\left({\frac {p}{3}}\right)^{3}}}}},\qquad v={\sqrt[{3}]{-{\frac {q}{2}}-{\sqrt {\left({\frac {q}{2}}\right)^{2}+\left({\frac {p}{3}}\right)^{3}}}}},}
wobei die dritten Wurzeln mit der Nebenbedingung {\displaystyle uv=-{\tfrac {1}{3}}p} zu wählen sind. Diese Nebenbedingung ist wichtig, da Wurzeln ansonsten mehrdeutig sind. Ferner gäbe es ohne sie bis zu 9 verschiedene Lösungskandidaten, was bei einer kubischen Gleichung über einem Körper nicht sein kann. Für {\displaystyle \zeta } kann der Ausdruck {\displaystyle \zeta =-{\tfrac {1}{2}}+{\tfrac {\sqrt {-3}}{2}}\in {\overline {K}}} gewählt werden, wobei die Wahl der Quadratwurzel unerheblich ist. Zu beachten ist, dass wegen {\displaystyle \mathrm {char} (K)\not =2,3} durch 2 bzw. 3 dividiert werden darf, und bereits {\displaystyle {\sqrt {-3}}\not =0} gilt.
Für die Standardsituation der reellen Zahlen ist zu beachten, dass der algebraische Abschluss in diesem Falle gegeben ist durch die komplexen Zahlen, also {\displaystyle {\overline {\mathbb {R} }}=\mathbb {C} }. Es kann in dieser Situation {\displaystyle \zeta =e^{\frac {2\pi \mathrm {i} }{3}}=-{\tfrac {1}{2}}+{\tfrac {\sqrt {3}}{2}}\mathrm {i} } gewählt werden. Dabei bezeichnet {\displaystyle x\mapsto e^{x}} die (komplexe) Exponentialfunktion.

## Beispiele
Eine Lösung zur Gleichung
{\displaystyle x^{3}-6x-6=0}
ist gemäß der Cardanischen Formel
{\displaystyle x={\sqrt[{3}]{2}}+{\sqrt[{3}]{4}}=2,847\dots }
Analog findet man zur Gleichung
{\displaystyle x^{3}-3x-4=0}
die Lösung
{\displaystyle x={\sqrt[{3}]{2+{\sqrt {3}}}}+{\sqrt[{3}]{2-{\sqrt {3}}}}=2,196\dots }
Die ergänzten Dezimaldarstellungen der Lösungen dienen primär zur leichten Überprüfung. Die Cardanische Formel wird in der Regel nicht verwendet, wenn für eine praktische Anwendung nur eine Dezimaldarstellung gesucht wird, weil für diesen Zweck universelle, iterative Näherungsverfahren wie das Newton-Verfahren besser geeignet sind.
Notwendig ist die Cardanische Formel aber bei der Suche nach dem „exakten“ Wert, das heißt, wenn eine Zurückführung der Lösung auf Gleichungen der Form {\displaystyle w^{n}-a=0} angestrebt wird, wobei bei kubischen Gleichungen {\displaystyle n=2} und {\displaystyle n=3} ausreicht.

## Reduzierung der allgemeinen Gleichung dritten Grades
Die Cardanische Formel eignet sich nur dazu, reduzierte kubische Gleichungen zu lösen, das heißt Gleichungen ohne quadratisches Glied. Jedoch können alle kubischen Gleichungen durch eine lineare Transformation der Variablen in die reduzierte Form gebracht werden: Die allgemeine Gleichung dritten Grades
{\displaystyle Ax^{3}+Bx^{2}+Cx+D=0}
mit reellen oder komplexen Zahlen {\displaystyle A}, {\displaystyle B}, {\displaystyle C}, {\displaystyle D} und {\displaystyle A\neq 0} kann durch Division durch {\displaystyle A} zunächst in die Normalform
{\displaystyle x^{3}+ax^{2}+bx+c=0}
gebracht werden.
Die linke Seite der Normalform kann – durch elementares Nachrechnen oder als Taylor-Reihe – umgeformt werden zu
{\displaystyle \left(x+{\tfrac {a}{3}}\right)^{3}+p\left(x+{\tfrac {a}{3}}\right)+q=0}
mit den Koeffizienten
{\displaystyle p=b-{\frac {a^{2}}{3}}} und {\displaystyle q={\frac {2a^{3}}{27}}-{\frac {ab}{3}}+c}.
Daher kann jede normierte kubische Gleichung mit Hilfe der Unbekannten {\displaystyle z=x+{\tfrac {a}{3}}} auf eine reduzierte kubische Gleichung
{\displaystyle z^{3}+pz+q=0}
zurückgeführt werden, bei der das quadratische Glied fehlt. Der Vorgang wird oft als Substitution der Variablen bezeichnet. Ist eine Lösung {\displaystyle z} der reduzierten Gleichung berechnet, kann daraus mittels {\displaystyle x=z-{\tfrac {a}{3}}} die korrespondierende Lösung der Normalform bestimmt werden.

## Geschichte

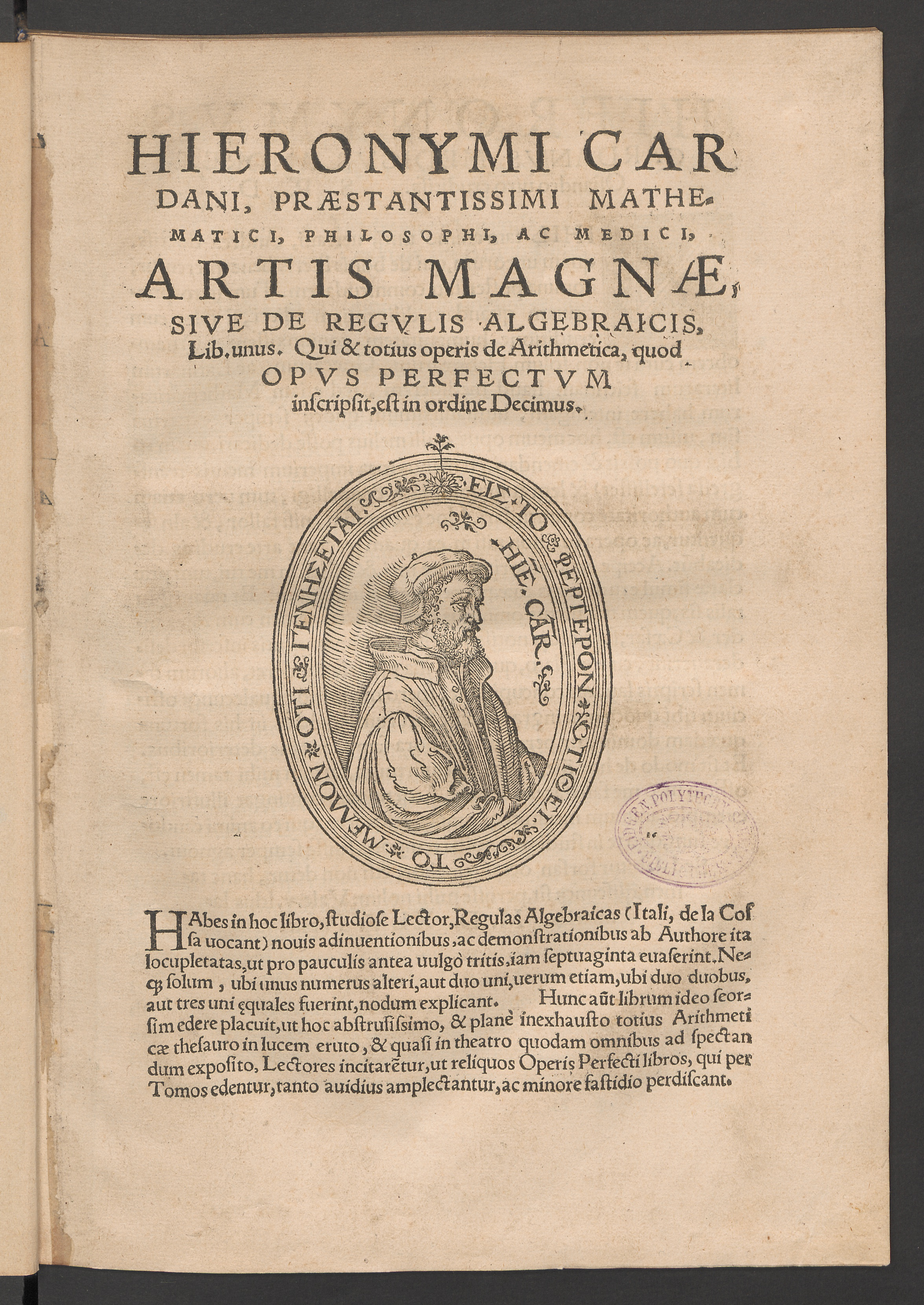
Titelseite der Ars Magna von Cardano

Die Cardanische Formel wurde, zusammen mit Lösungsformeln für quartische Gleichungen (Gleichungen vierten Grades), erstmals 1545 vom italienischen Mathematiker Gerolamo Cardano in seinem Buch Ars magna veröffentlicht. Entdeckt wurde die Lösungsformel für die reduzierten kubischen Gleichungen von Nicolo Tartaglia; laut Cardano sogar noch früher durch Scipione del Ferro, ohne dass eine Veröffentlichung erfolgte. Von Cardano selbst stammt die Methode zur Reduzierung der allgemeinen Gleichung dritten Grades auf den Spezialfall, dass der Koeffizient beim quadratischen Glied gleich null ist. Zwischen Cardano und Tartaglia entbrannte nach der Veröffentlichung ein heftiger Disput darüber, ob Cardano überhaupt berechtigt gewesen sei, die von Tartaglia gefundene und unter Zusicherung der Verschwiegenheit Cardano mitgeteilte Formel zu publizieren. Cardano verwies zu seiner Verteidigung darauf, dass bereits del Ferro die Formel gefunden habe.
Cardano verwendete noch nicht die uns heute vertraute Formelschreibweise, sondern nur Abkürzungen für mathematische Operationen. Da negative Zahlen noch unbekannt waren, musste er verschiedene Formen von kubischen Gleichungen unterscheiden wie zum Beispiel {\displaystyle x^{3}+px=q} und {\displaystyle x^{3}=px+q}, die wir heute mittels negativer Koeffizienten als einen gemeinsamen Fall ansehen. Positive Koeffizienten musste Cardano insbesondere deshalb voraussetzen, weil er teilweise geometrisch argumentierte, wie in al-Chwarizmis Buch Hisab al-dschabr wa-l-muqabala bei quadratischen Gleichungen und in Euklids Elementen bei dazu ähnlichen Sachverhalten.

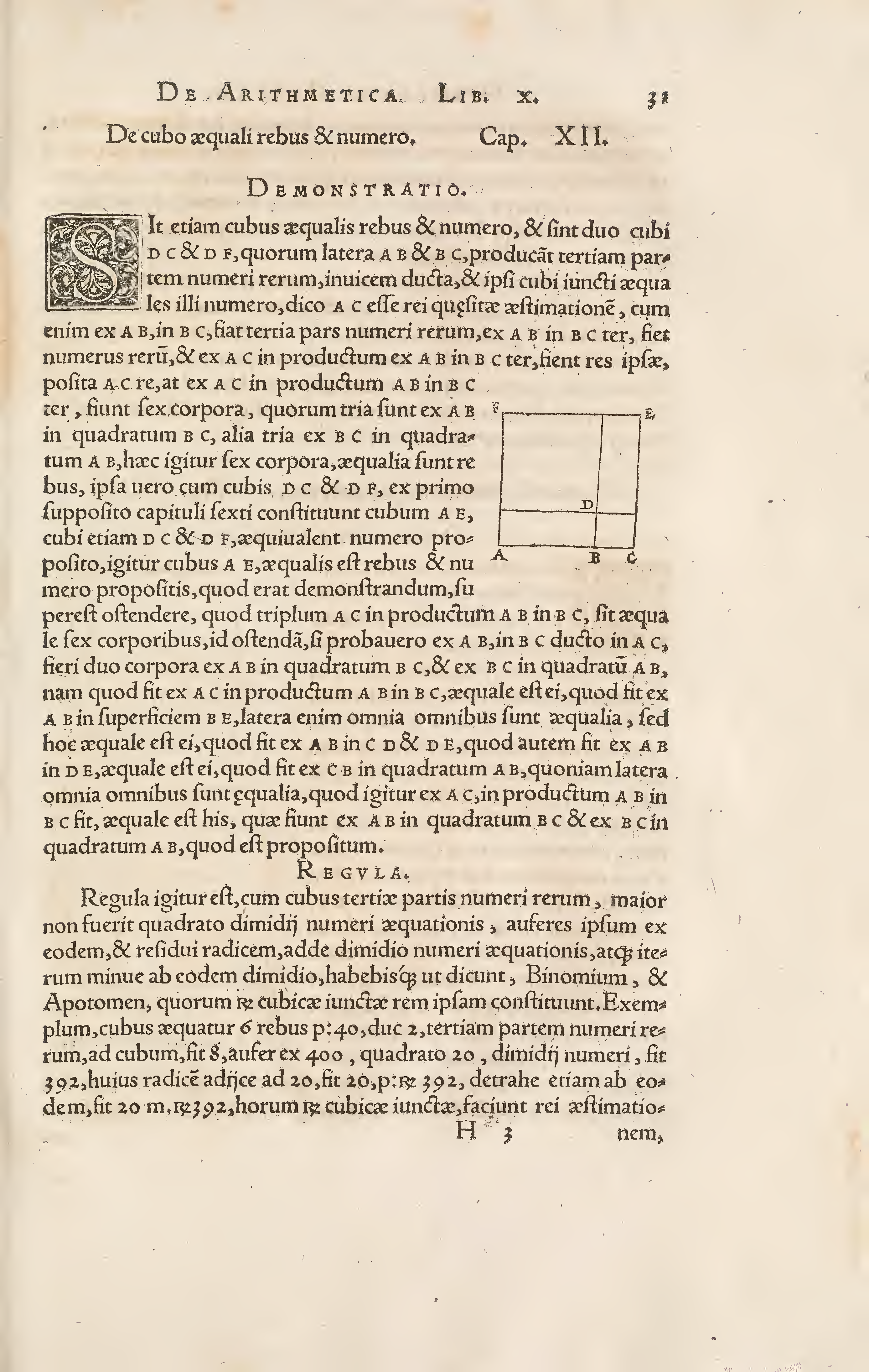
Seite aus der Ars Magna: Lösung von Gleichungen der Form. Die Graphik zeigt die Zerlegung der Kantenlänge eines Würfels in zwei Teile (in einer nicht perspektivischen Darstellung).

Cardanos geometrischer Ausgangspunkt war ein Würfel, dessen Kantenlänge in zwei Teile {\displaystyle u} und {\displaystyle v} zerlegt wird, wie es das Faksimile rechts zeigt. Bei dieser Zerlegung ergeben sich zwei Teilwürfel und drei in ihren Abmessungen übereinstimmende Quader, was in heutiger Formelschreibweise der Identität
{\displaystyle (u+v)^{3}=3uv(u+v)+(u^{3}+v^{3})}
entspricht. Die in ihrer Form dazu ähnliche kubische Gleichung {\displaystyle x^{3}=px+q} kann also gelöst werden, wenn man eine entsprechende Zerlegung der Unbekannten {\displaystyle x=u+v} findet. Dazu müssen die dritten Potenzen {\displaystyle u^{3}} und {\displaystyle v^{3}} die Bedingung {\displaystyle u^{3}v^{3}=\left({\frac {p}{3}}\right)^{3}} und {\displaystyle u^{3}+v^{3}=q} erfüllen, womit die beiden dritten Potenzen {\displaystyle u^{3}} und {\displaystyle v^{3}} aufgrund des Satzes von Vieta aus einer quadratischen Gleichung berechnet werden können.
Die Cardanische Formel gab wichtige Impulse für die weitere Entwicklung der Algebra wie die spätere Einführung von negativen und komplexen Zahlen. Dafür ursächlich war insbesondere, dass die Cardanische Formel scheinbar versagt, wenn der Radikand der Quadratwurzel negativ ist, selbst wenn eine Lösung bekannt ist. Cardano selbst gab zum Beispiel in der Ars magna für die Gleichung {\displaystyle x^{3}=8x+3} die Lösung {\displaystyle 3} an, verzichtete aber darauf, diese Lösung mit seiner Formel herzuleiten, was zur damaligen Zeit auch gar nicht möglich gewesen wäre, weil es sich bei den Zwischenergebnissen um nicht reelle, komplexe Zahlen handelt. Solche kubische Gleichungen, die zu einem negativen Radikanden bei der Quadratwurzel führen, werden als casus irreducibilis (lat.: „nicht zurückführbarer Fall“) bezeichnet. Immerhin experimentierte Cardano in anderen Teilen seines Buches bereits mit negativen und komplexen Zahlen.
Fortschritte bei der Behandlung des casus irreducibilis machten erst später Rafael Bombelli, der 1572 erste Erklärungen auf algebraischer Ebene gab, und Franciscus Vieta, der 1600 eine Lösung des casus irreducibilis mit Hilfe trigonometrischer Funktionen fand.
Cardano löste in seiner Ars magna auch Gleichungen vierten Grades, öfters biquadratisch und manchmal quartisch genannt: Die Lösungsmethode hatte sein Schüler Lodovico Ferrari gefunden, der das Problem mit Hilfe einer kubischen Hilfsgleichung, oft als Resolvente bezeichnet, auf die kubische Gleichung zurückführte. Dieser zweifache Erfolg war der erste große Fortschritt bei algebraischen Methoden seit al-Chwarizmis Begründung der Algebra. In Folge wurden viele Mathematiker dazu inspiriert, Gleichungen höherer Grade auf ihre prinzipiellen Eigenschaften und im Hinblick auf Lösungsformeln zu untersuchen. Die dabei wesentlichen Ergebnisse sind der Fundamentalsatz der Algebra, der Hauptsatz über symmetrische Funktionen und die Galois-Theorie, aus der folgt, dass es keine Auflösungsformel für Gleichungen gibt mit einem Grad von mindestens fünf.

## Prinzipielle Eigenschaften von kubischen Gleichungen
Aus allgemeinen Sätzen, die für Polynome eines beliebigen Grades und ihre Nullstellen gelten, ergeben sich im Fall eines kubischen Polynoms die nachfolgend aufgeführten Aussagen. Die Darlegung beschränkt sich auf kubische Gleichungen mit komplexen Koeffizienten, obwohl auch in anderen Fällen entsprechende Aussagen gelten.

### Zerlegung in Linearfaktoren
Nach dem Fundamentalsatz der Algebra zerfällt jedes kubische Polynom mit reellen oder komplexen Koeffizienten in drei bis auf die Reihenfolge eindeutig bestimmte Linearfaktoren. Für eine kubische Gleichung
{\displaystyle x^{3}+ax^{2}+bx+c=0}
bedeutet dies
{\displaystyle x^{3}+ax^{2}+bx+c=(x-x_{1})(x-x_{2})(x-x_{3})}
mit drei komplexen Zahlen {\displaystyle x_{1},\,x_{2},\,x_{3}}, die damit die Lösungen der kubischen Gleichung sind. Bei einer kubischen Gleichung gibt es demnach immer drei, nicht unbedingt voneinander verschiedene Lösungen. Zusammenfallende Lösungen werden als mehrfache Lösung bezeichnet und bei Aussagen über eine Anzahl von Lösungen mit einer bestimmten Eigenschaft einzeln gezählt. Aus der Zerlegung in Linearfaktoren ergibt sich auch, dass die Gleichungskoeffizienten {\displaystyle a,\,b,\,c} bis auf das Vorzeichen den elementarsymmetrischen Polynomen entsprechen. Zum Beispiel gilt {\displaystyle c=-x_{1}x_{2}x_{3}}.
Im Sonderfall einer reduzierten Gleichung, das heißt bei {\displaystyle a=0}, ist stets

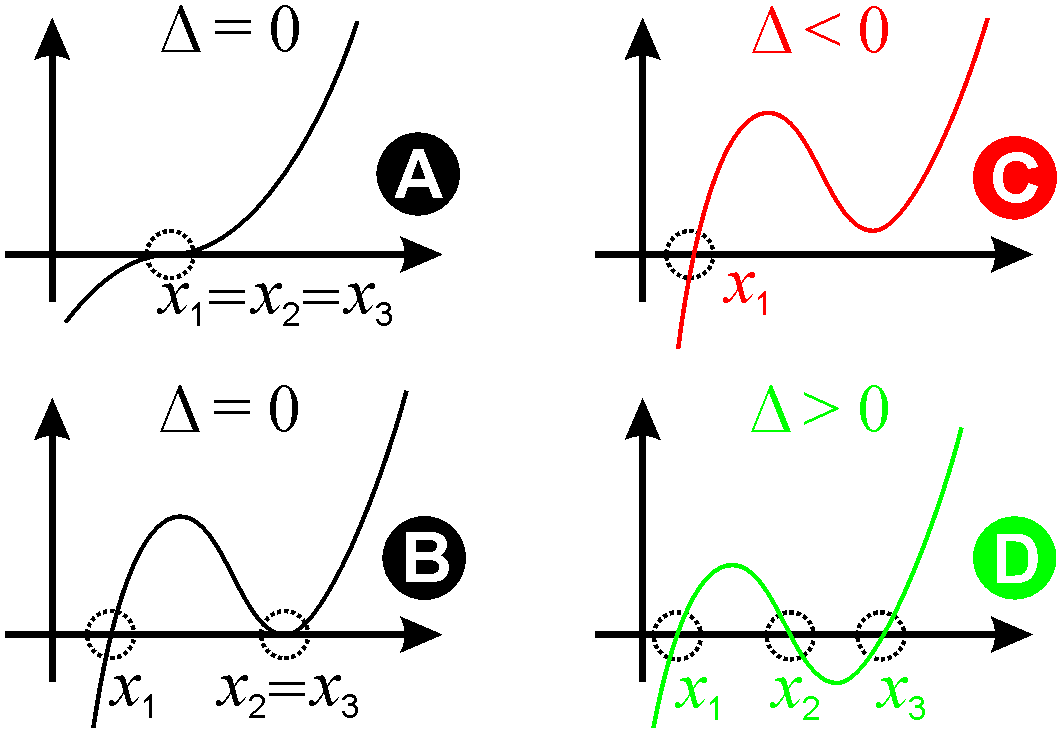
Zusammenhang zwischen Vorzeichen der Diskriminante Δ und der Anzahl der Nullstellen eines kubischen Polynoms der Form mit reellen Koeffizienten

{\displaystyle x_{1}+x_{2}+x_{3}=0}.

### Kubische Gleichungen mit reellen Koeffizienten
Da bei Polynomen mit reellen Koeffizienten unabhängig vom Grad die Nullstellen immer paarweise konjugiert komplex auftreten, hat eine kubische Gleichung mit reellen Koeffizienten entweder eine oder drei reelle Lösungen. Unterschieden werden können die beiden Fälle mittels des Differenzenprodukts
{\displaystyle (x_{1}-x_{2})(x_{1}-x_{3})(x_{2}-x_{3})},
das bei drei reellen Lösungen einen reellen Wert und bei genau einer reellen Lösung einen rein imaginären Wert annimmt. In Folge erfüllt die sogenannte Diskriminante, die als Quadrat des Differenzenprodukts, das heißt durch
{\displaystyle \Delta =(x_{1}-x_{2})^{2}(x_{1}-x_{3})^{2}(x_{2}-x_{3})^{2}}
definiert ist, die folgenden Eigenschaften:
Bei reellen Gleichungskoeffizienten gibt es
- bei {\displaystyle \Delta <0} genau eine reelle Lösung,
- bei {\displaystyle \Delta >0} drei reelle Lösungen und
- bei {\displaystyle \Delta =0} nur reelle Lösungen, darunter eine mehrfache.

### Berechnung der Diskriminante aus den Gleichungskoeffizienten
Als symmetrisches Polynom kann die Diskriminante durch einen polynomialen Ausdruck der elementarsymmetrischen Polynome und damit der Gleichungskoeffizienten berechnet werden. Konkret gilt im Fall der reduzierten kubischen Gleichung
{\displaystyle \Delta =-4p^{3}-27q^{2},}
das ist der {\displaystyle (-108)}-fache Wert des Quadratwurzelradikanden innerhalb der Cardanischen Formel.

## Problematik des casus irreducibilis
Wie bereits im Abschnitt Geschichte erwähnt, erkannte schon Cardano, dass die nach ihm benannte Formel im Fall reeller Koeffizienten und eines negativen Quadratwurzelradikanden zu versagen scheint. Der Erste, der eine solche Gleichung lösen konnte, war 1572 Bombelli. In heutiger Notation erhielt er zur Gleichung
{\displaystyle x^{3}-15x-4=0}
die Lösung
{\displaystyle x={\sqrt[{3}]{2+{\sqrt {-121}}}}+{\sqrt[{3}]{2-{\sqrt {-121}}}}={\sqrt[{3}]{2+11\mathrm {i} }}+{\sqrt[{3}]{2-11\mathrm {i} }}.}
Für das spezielle Beispiel konnte Bombelli wegen {\displaystyle \left(2\pm \mathrm {i} \right)^{3}=2\pm 11\mathrm {i} } weiterrechnen:
{\displaystyle x=(2+\mathrm {i} )+(2-\mathrm {i} )=4}.
Allgemein lassen sich die beiden dritten Wurzeln aus komplexen Zahlen nur mit Hilfe des Moivreschen Satzes, und damit nur mit Hilfe von trigonometrischen Funktionen berechnen, womit allerdings die Methoden der Algebra verlassen werden. Zwar erhält man auf diese Weise die numerischen Werte der drei reellen Lösungen, allerdings gibt es dafür, wie bereits erwähnt, universell einsetzbare und schneller zum numerischen Ergebnis führende Verfahren. Da aus algebraischer Sicht zwischen Quadratwurzeln wie {\displaystyle {\sqrt {-2}}} und {\displaystyle {\sqrt {2}}} kein prinzipieller Unterschied besteht, ist eine „Lösung“ des casus irreducibilis algebraisch nicht erforderlich.

## Herleitung
Die cardanische Formel liefert die reellen Lösungen (oder die eine reelle Lösung) einer reduzierten Gleichung {\displaystyle z^{3}+pz+q=0}. Sie lautet
{\displaystyle z={\sqrt[{3}]{-{\frac {q}{2}}+{\sqrt {\left({\frac {q}{2}}\right)^{2}+\left({\frac {p}{3}}\right)^{3}}}}}+{\sqrt[{3}]{-{\frac {q}{2}}-{\sqrt {\left({\frac {q}{2}}\right)^{2}+\left({\frac {p}{3}}\right)^{3}}}}}},
und wird im Folgenden hergeleitet.
Die Koeffizienten werden als reell angenommen. Im Unterschied zur quadratischen Lösungsformel kommen bei der kubischen Gleichung auch dann, wenn alle drei Lösungen reell sind, nicht-reelle komplexe Zahlen ins Spiel.

### Herleitung der cardanischen Formel
Mit der Substitution {\displaystyle z=u+v} erhält man
{\displaystyle z^{3}=\left(u+v\right)^{3}=u^{3}+3uv\left(u+v\right)+v^{3}=3uvz+u^{3}+v^{3}\,.}
Im Vergleich mit der reduzierten Gleichung (also mit {\displaystyle z^{3}+pz+q=0} bzw. {\displaystyle z^{3}=-pz-q}) erkennt man, dass die Unbekannten {\displaystyle u} und {\displaystyle v} folgende Nebenbedingungen erfüllen müssen:
{\displaystyle {\begin{aligned}3uv&=-p\\u^{3}+v^{3}&=-q\end{aligned}}}
Setzt man {\displaystyle t_{1}=u^{3}} und {\displaystyle t_{2}=v^{3}}, so folgt einerseits
{\displaystyle t_{1}t_{2}=u^{3}v^{3}=(uv)^{3}=\left(-{\frac {p}{3}}\right)^{3}=-{\frac {p^{3}}{27}}},
andererseits
{\displaystyle t_{1}+t_{2}=u^{3}+v^{3}=-q}.
Nach dem Satz von Vieta sind {\displaystyle t_{1}} und {\displaystyle t_{2}} die Lösungen der quadratischen Gleichung
{\displaystyle t^{2}+qt-{\frac {p^{3}}{27}}=0}.
Das Polynom auf der linken Seite ist die Lagrange-Resolvente. Die Lösungen der Resolventengleichung ergeben sich aus der Lösungsformel für quadratische Gleichungen:
{\displaystyle t_{1,2}=-{\frac {q}{2}}\pm {\sqrt {{\frac {q^{2}}{4}}+{\frac {p^{3}}{27}}}}}
Im Folgenden wird die Abkürzung {\displaystyle \Omega :=\left({\frac {q}{2}}\right)^{2}+\left({\frac {p}{3}}\right)^{3}} verwendet. Ohne Beschränkung der Allgemeinheit sei
{\displaystyle t_{1}=-{\frac {q}{2}}+{\sqrt {\Omega }},\quad t_{2}=-{\frac {q}{2}}-{\sqrt {\Omega }}}.
Wegen {\displaystyle u^{3}=t_{1}} und {\displaystyle v^{3}=t_{2}} gilt demnach
{\displaystyle u={\sqrt[{3}]{-{\frac {q}{2}}+{\sqrt {\Omega }}}}\quad } und {\displaystyle \quad v={\sqrt[{3}]{-{\frac {q}{2}}-{\sqrt {\Omega }}}}}.
Allerdings gibt es in {\displaystyle \mathbb {C} } im Allgemeinen drei mögliche Werte für eine Kubikwurzel. Die möglichen Werte lassen sich nicht unabhängig voneinander kombinieren. Sie müssen so gewählt werden, dass die Bedingung {\displaystyle 3uv=-p} erfüllt ist. Nach dem Fundamentalsatz der Algebra ist dies immer möglich. Es wird nun angenommen, dass {\displaystyle u} und {\displaystyle v} die Bedingung erfüllen.
Die weiteren Werte der beiden Kubikwurzeln sind {\displaystyle \zeta u} und {\displaystyle \zeta ^{2}u} bzw. {\displaystyle \zeta v} und {\displaystyle \zeta ^{2}v}, wobei {\displaystyle \zeta } eine primitive dritte Einheitswurzel ist. Wegen {\displaystyle \zeta ^{3}=1} muss {\displaystyle \zeta u} mit {\displaystyle \zeta ^{2}v} kombiniert werden und {\displaystyle \zeta ^{2}u} mit {\displaystyle \zeta v}. Auf diese Weise bleibt die Bedingung {\displaystyle 3uv=-p} erfüllt.
Die Lösungen der reduzierten Gleichung {\displaystyle z^{3}+pz+q=0} sind also:
{\displaystyle {\begin{aligned}z_{1}&=u+v,\\z_{2}&=\zeta u+\zeta ^{2}v,\\z_{3}&=\zeta ^{2}u+\zeta v.\end{aligned}}}

### Einzelfallbetrachtung für reelle Koeffizienten
Bei der Lösung einer reduzierten kubischen Gleichung mit reellen Koeffizienten treten im Wesentlichen drei Fälle auf. Zur Unterscheidung der Fälle kann man entweder die Diskriminante {\displaystyle \Delta } verwenden, die als Differenzenquadrat
{\displaystyle \Delta =(z_{1}-z_{2})^{2}\,(z_{1}-z_{3})^{2}\,(z_{2}-z_{3})^{2}}
definiert ist, oder den in der Herleitung eingeführten Radikanden
{\displaystyle \Omega =\left({\frac {q}{2}}\right)^{2}+\left({\frac {p}{3}}\right)^{3}}.
Wegen {\displaystyle \Delta =-27q^{2}-4p^{3}} besteht ein einfacher Zusammenhang:
{\displaystyle \Delta =-108\Omega }.
Zu beachten ist das entgegengesetzte Vorzeichen von {\displaystyle \Delta } und {\displaystyle \Omega }.

#### Diskriminante gleich null
Der Fall {\displaystyle \Delta =0} bzw. {\displaystyle \Omega =0} untergliedert sich in zwei Teilfälle:
Für {\displaystyle p=0} und {\displaystyle q=0} gibt es eine dreifache reelle Lösung, nämlich {\displaystyle z=0}.
Für {\displaystyle p\neq 0} und {\displaystyle q\neq 0} folgt aus der Lösungsformel zunächst {\displaystyle u=v}. Es folgt:
{\displaystyle z_{1}=2u=2{\sqrt[{3}]{-{\frac {q}{2}}}}={\sqrt[{3}]{-4q}}={\sqrt[{3}]{\frac {q^{3}}{-{\frac {q^{2}}{4}}}}}={\sqrt[{3}]{\frac {q^{3}}{\frac {p^{3}}{27}}}}={\frac {3q}{p}}}
Die weiteren Lösungen {\displaystyle z_{2}=\zeta u+\zeta ^{2}u} und {\displaystyle z_{3}=\zeta ^{2}u+\zeta u} stimmen überein. Es handelt sich also um eine zweifache reelle Lösung. Wegen {\displaystyle \zeta ^{2}+\zeta +1=0} ergibt sich:
{\displaystyle z_{2,3}=u(\zeta +\zeta ^{2})=u\cdot (-1)=-{\frac {3q}{2p}}}

#### Diskriminante negativ
Für {\displaystyle \Delta <0} bzw. {\displaystyle \Omega >0} können in der Lösungsformel {\displaystyle u} und {\displaystyle v} reell gewählt werden, sodass auch die Lösung {\displaystyle z_{1}=u+v} reell ist. Die Lösungen {\displaystyle z_{2},z_{3}} sind dann nicht-reelle, konjugiert komplexe Zahlen.
{\displaystyle {\begin{aligned}z_{1}&=u+v,\\z_{2,3}&=-{\frac {u+v}{2}}\pm {\frac {u-v}{2}}\,\mathrm {i} {\sqrt {3}}\end{aligned}}}
Alternativ zur Lösung durch Kubikwurzeln (also durch Radikale) ist in diesem Fall auch eine hyperbolische Behandlung der Gleichung möglich. Diese steht im Zusammenhang mit der Gleichung zur Flächendrittelung an der Hyperbel.

#### Diskriminante positiv
Für {\displaystyle \Delta >0} bzw. {\displaystyle \Omega <0} sind {\displaystyle u} und {\displaystyle v} in der Lösungsformel nicht-reelle komplexe Zahlen („casus irreducibilis“). Trotzdem erhält man drei reelle, voneinander verschiedene Lösungen.
Dritte Wurzeln aus nicht-reellen Zahlen galten zur Zeit Cardanos als sinnlos, da die mathematischen Begriffe zu ihrer Erfassung noch nicht entwickelt waren. Dennoch rechnete Cardano rein formal mit diesen Ausdrücken (also gemäß den üblichen Rechenregeln). So konnte er die drei Lösungen angeben, von denen er wusste, dass sie reell waren. Da dieser Lösungsweg das Terrain der anschaulichen, „reellen“ Zahlen verließ und die Lösung nicht auf reelle Radikale zurückführbar war, wurde dieser Fall casus irreducibilis genannt.
Eine Möglichkeit, die Lösungen ohne Verwendung nicht-reeller Zahlen zu bestimmen, bietet die trigonometrische Behandlung der Gleichung nach Vieta. Diese steht im Zusammenhang mit der trigonometrischen Gleichung zur Winkeldrittelung.

### Modern (ab 1900)
- Jörg Bewersdorff: Algebra für Einsteiger. Von der Gleichungsauflösung zur Galois-Theorie. 6.  Auflage. Wiesbaden 2019, ISBN 978-3-658-26151-1, doi:10.1007/978-3-658-26152-8 (Einführung [PDF; 319 kB]).
- Siegfried Bosch: Algebra. 10. Auflage, Springer Spektrum, Berlin/Heidelberg 2023, ISBN 978-3-662-67463-5.
- Heinrich Dörrie: Kubische und biquadratische Gleichungen. München 1948, doi:10.1515/9783486775990.
- H.-D. Ebbinghaus, H. Hermes, Fr. Hirzebruch, Max Koecher, K. Mainzer, A. Prestel, R. Remmert: Zahlen. In: Grundwissen Mathematik I. 3., verbesserte Auflage. Springer-Verlag, Berlin, Heidelberg, New York, London, Paris, Tokyo, Hong Kong, Barcelona, Budapest 1992, ISBN 3-540-55654-0, Kapitel 3 Komplexe Zahlen (R. Remmert)  § 1 Genesis der komplexen Zahlen 1. CARDANO (1501-1576), S. 46, doi:10.1007/978-3-642-96783-2 (Hirzebruch Collection [PDF; 25,4 MB; abgerufen am 9. November 2024]).
- Jean-Pierre Escofier: Galois Theory. Springer Science & Business Media, 2000, ISBN 978-0-387-98765-1.
- Robert Fricke: Lehrbuch der Algebra. verfaßt mit Benutzung von Heinrich Webers gleichnamigem Buche (in drei Bänden). Erster Band. Friedrich Vieweg & Sohn Aktiengesellschaft, Braunschweig 1924, 6. Transformationen höheren Grades § 3 Beispiel der kubischen Gleichung., S. 174 ff. (468 S., uni-goettingen.de [PDF; 65,1 MB; abgerufen am 9. November 2024]).
- Konrad Knopp: Elemente der Funktionentheorie (= Sammlung Göschen. Band 1109). Walter de Gruyter & Co, Leipzig 1937, 2. Kapitel, § 4 Geschichtliches (Seite 19) – (144 S.).
- Wolfgang Krull: Elementare Algebra vom höheren Standpunkt (= Sammlung Göschen. Band 930). Walter de Gruyter & Co, Leipzig 1939 (143 S.).
- Serge Lang: Linear Algebra. 3rd edition Auflage. Addison-Wesley, 1970, ISBN 0-387-96412-6.
- Thomas de Padova: Alles wird Zahl. Wie sich die Mathematik in der Renaissance neu erfand. Carl Hanser Verlag, 2021, ISBN 978-3-446-26932-3.
- Peter Pesic: Abels Beweis. Die Geschichte rund um die Lösungsformeln vom Grad 2 bis 4 und der komplette Beweis von Abel. Springer, 2005, ISBN 3-540-22285-5, doi:10.1007/978-3-540-27309-7.
- Bartel Leendert van der Waerden: Algebra I. unter Benutzung von Vorlesungen von E. Artin und E. Noether. (= Heidelberger Taschenbücher. Band 12). 8. Auflage. 1971, ISBN 3-540-03561-3, Kapitel VIII Die Theorie von Galois, § 64 Gleichungen zweiten, dritten und vierten Grades, Satz im Kleindruck auf Seite 194.
- Guido Walz (Hrsg.): Lexikon der Mathematik. Band 1. 2. Auflage, Springer-Verlag, Heidelberg 2017, ISBN 978-3-662-53497-7.

### Historisch (vor 1900)
- F. Brioschi: Sulla risoluzione delle equazioni del quinto grado: Hermite – Sur la résolution de l’Équation du cinquième degré (= Comptes rendus. N. 11. (Mars 1858)). 1. Dezember 1858, doi:10.1007/bf03197334 (zenodo.org [abgerufen am 24. Oktober 2021]).
- Hieronymus Cardanus: [Hieronymi Cardani …] Artis magnae, sive de regulis algebraicis, liber unus : qui & totius operis de arithmetica, quod opus perfectum inscripsit, est in ordine decimus. Nürnberg [Petreius] 1545, siehe etwa Cap. XII de cubo aequli rebus & numero (S. 31 f.) und Cap. XXXVII De regula falsum ponendi Regula II (und Demonstratio) (S. 65 ff.), doi:10.3931/e-rara-9159 (ETH-Bibliothek Zürich, Shelf Mark: Rar 5506 / Public Domain Mark [PDF; 52,2 MB; abgerufen am 1. November 2024]). – Häufig schlicht als „Ars magna“ zitiert.
- Charles Hermite: Sur la résolution de l’Équation du cinquième degré Comptes rendus (= Comptes Rendus Acad. Sci. Nr. 11). Paris März 1858.
- Ludwig Matthiessen: Grundzüge der antiken und modernen Algebra der litteralen Gleichungen. Leipzig 1896, „Vierter Abschnitt. Directe Auflösung der Gleichungen von den ersten vier Graden durch Substitution.“ Darin die Unterabschnitte „IV. Von der Auflösung der kubischen Gleichungen. § 127. Methode und Formel von Scipio Ferreo, Nicol. Tartaglia und Hieron. Cardano. (Capitulum cubi et rerum numero aequalium.)“ (S. 362 ff.) und „V. Von der Auflösung der biquadratischen Gleichungen. § 199. Methode von Ludovico Ferrari“ (S. 540 ff., mit Verweis auf „Cardani, Artis magnae sive de regulis algebraicis liber unus. Papiae 1545. Cap. XXXIX, Regula II.“ und „Bombelli, L'algebra parte maggiore dell'aritmetica. Bologna 1572.“); insbesondere „V. § 210. Methode von Lebesgue“ (S. 569), S. 362 ff. und 540 ff., doi:10.3931/e-rara-78944.
- Eugen Netto: Vorlesungen über Algebra. Erster Band. B. G. Teubner, Leipzig 1896, OCLC 1140714575, 9. Vorlesung (Die symmetrischen Funktionen), 12. Vorlesung (Die Resultante und ihre Darstellung), 14. Vorlesung (Die Discriminanten) und 26. Vorlesung (Die Gleichungen zweiten, dritten und vierten Grades), § 284 [beschreibt Eulers eleganten Weg zur Herleitung der Cardanischen Formel] (388 S., archive.org [PDF; 23,1 MB]).
- Carl Runge: Über die auflösbaren Gleichungen von der Form x⁵+ux+v=0 (= Acta Mathematica. Band 7). 1885, S. 173–186, doi:10.1007/BF02402200.
- Heinrich Weber: Lehrbuch der Algebra. in zwei Bänden. Erster Band. Friedrich Vieweg und Sohn, Braunschweig 1895, §§ 34ff., S. 114 ff. (653 S., uni-goettingen.de [PDF; 48 kB; abgerufen am 1. November 2024]).
- G. P. Young: Solution of Solvable Irreducible Quintic Equations, Without the Aid of a Resolvent Sextic (= American Journal of Mathematics. Band 7). 1885, S. 170–177.